# Erythroxylum ayrtonianum
Erythroxylum ayrtonianum es una especie de planta perteneciente a la familia Erythroxylaceae. Se distribuye en Brasil.

## Taxonomía
Erythroxylum ayrtonianum fue descrita por las botánicas brasileñas Maria Iracema Bezerra Loiola y Margareth Ferreira de Sales,  y la descripción publicada en Novon 22(1): 48–50, fig. 1  en 2012.